# Madarassy László (néprajzkutató)
Madarassy László (Kecskemét, 1880. július 10. – Keszthely, 1943. július 1.) néprajzkutató, szakíró.

## Életútja
Madarassy László író és utazó fiaként született. A budapesti egyetemen tanult, itt szerzett bölcsészdoktori oklevelet. 1904-ben került a Magyar Nemzeti Múzeumhoz, ahol a Néprajzi Tárban vezette az ősfoglalkozások gyűjteménycsoportot. 1934 és 1936 között a Néprajzi Múzeum igazgatója volt, később pedig titkára, majd alelnöke a Magyar Néprajzi Társaságnak. Szerkesztette az Ethnographia – Népélet c. folyóiratot 1931 és 1934 között. Több közleményt és tanulmányt publikált a magyar pásztoréletről és pásztorművészetről. Szakterülete a népi faragóművészet volt.

## Művei
- Nomád pásztorkodás a kecskeméti pusztaságon (Bp., 1912)
- Vésett pásztortülkök (Bp., 1925)
- Dunántúli tükrösök, Budapest, 1932.
- Trans-Danubian mirror-cases, Budapest, 1932.
- Barna János a feszületfaragó (Bp., 1934)
- Művészkedő magyar pásztorok (Bp., 1935)